# 295

295(이백구십오)는 294보다 크고 296보다 작은 자연수다.

## 수학
- 합성수로, 그 약수는 1, 5, 59, 295다. 진약수의 합은 65이므로, 295는 부족수다.
  - 92번째 반소수다. 앞의 반소수는 291, 다음 반수는 298이다.
- {\displaystyle 58^{4}-1}은 295로 나누어떨어진다.

## 교통
- 일본 295번 국도: 지바현 나리타시에 있는 일본의 국도. 나리타 국제공항과 연계된다.
- 현도 제295호선

## 군사
- U-295(영어판): 제2차 세계 대전에 사용된 나치 독일의 군용 잠수함.

## 문화유산
- 대한민국의 국보 제295호: 나주 신촌리 금동관
- 대한민국의 보물 제295호: 창녕 관룡사 용선대 석조여래좌상
- 대한민국의 사적 제295호: 정읍 황토현 전적

## 방송
- 지니 TV에서 중국 공영 방송인 CCTV4의 채널 번호.
- B tv의 BTN 불교TV 채널 번호.

## 기타
- 연도: 295년, 기원전 295년